# Alegeri generale în India, 1951
În India au avut loc la primele alegeri generale la primul Lok Sabha, de la independența sa din 15 aug 1947. Țara a format Lok Sabha, în aprilie 1952, după ce primele alegeri generale au fost încheiate cu succes. Congresul Național Indian (INC) a luat puterea în primul Lok Sabha cu 365 de locuri. Cu aceasta, partidul vechi indian a reușit să obțină 45 la sută din totalul voturilor. O participare electorală de 44.87 la sută au fost raportate în întreaga țară. Pandit Jawaharlal Nehru a devenit primul premier ales al țării, partidul său câștigat 44.99% (47665951) din voturile exprimate. Lok Sabha, care a fost constituit pe 17 aprilie 1952, a durat pe termen deplin până în 4.04.1957.

## Partidele
Înainte ca India independentă sa meargă la vot, doi foști colegi de cabinet al lui Nehru au stabilit partide politice separate, pentru a contesta supremația Inc. În timp ce Shyama Prasad Mookerjee a mers să găsească Sangh Jana în octombrie 1951, liderul Dalit B. R. Ambedkar a reînviat Federația Castelor Inferioare (care a fost numit mai târziu Partidul Republican). Alte partide care au început să vină în prim-plan a inclus Kisan Mazdoor Praja Parishad, al cărui prim sosit a fost Acharya Kripalani; Partidul Socialist, care ia avut la conducere pe Ram Manohar Lohia  Jay Prakash Narayan pentru a lăuda Partidul Comunist din India. Cu toate acestea, aceste părți mai mici știau că într-adevăr nu au o șansă să lupte împotriva Congresului.

## Circumscripții
Primele alegeri generale, care au fost realizate pentru 489 de locuri în 401 de circumscripții, reprezentau de 26 de state indiene. La acea vreme, au existat 314 cu un loc, 86 cu două locuri și chiar și o circumscripție cu trei locuri. Practica circumscripțiilor cu mai multe locuri a fost abandonată în 1960.

## Pierderi notabile
Liderul Federației castelor BR Ambedkar a fost învins de circumscripția Bombay. El a fost învins de puțin cunoscutul Kajrolkar.

## Formarea Guvernului
Purtatorul de cuvânt al primului Lok Sabha a fost Shri G.V. Mavalankar. Primul Lok Sabha a fost martor al 677 ședințe (3784 ore), cel mai mare număr de sedințe înregistrat. Lok Sabha a fost în exercițiu din 17 aprilie 1952 până în 4 aprilie 1957.